# Danh sách tôn giáo Việt Nam xếp theo dân số và giới tính
Dưới đây là bảng số liệu thống kê dân số các tôn giáo tại Việt Nam theo cuộc điều tra dân số năm 2019 của Tổng cục Thống kê Việt Nam, tính đến ngày 1 tháng 4 năm 2019, phân chia theo dân số và giới tính.

## Danh sách
| STT                               | Tên tôn giáo           | Tổng số (người) | Nam (người) | Nữ (người) |
| --------------------------------- | ---------------------- | --------------- | ----------- | ---------- |
|                                   | Cả nước                | 13.162.339      | 6.344.708   | 6.791.171  |
| 1                                 | Công giáo              | 5.866.169       | 2.861.960   | 2.974.209  |
| 2                                 | Phật giáo              | 4.606.543       | 2.165.529   | 2.441.014  |
| 3                                 | Tin Lành               | 1.260.558       | 630.500     | 630.088    |
| 4                                 | Hòa Hảo                | 983.079         | 491.099     | 491.980    |
| 5                                 | Cao Đài                | 556.234         | 262.080     | 294.154    |
| 6                                 | Hồi giáo               | 70.394          | 34.660      | 36.274     |
| 7                                 | Bà-la-môn (Ấn Độ giáo) | 64.547          | 34.471      | 33.076     |
| 8                                 | Tứ Ân Hiếu Nghĩa       | 30.416          | 15.192      | 15.224     |
| 9                                 | Cơ Đốc Phục Lâm        | 11.830          | 5.762       | 6.068      |
| 10                                | Mặc Môn                | 4.281           | 2.178       | 2.103      |
| 11                                | Bửu Sơn Kỳ Hương       | 2.975           | 1.542       | 1.433      |
| 12                                | Tịnh độ cư sĩ Phật hội | 2.306           | 1.080       | 1.226      |
| 13                                | Bahá'í giáo            | 2.153           | 1.089       | 1.064      |
| 14                                | Hiếu Nghĩa Tà Lơn      | 401             | 213         | 188        |
| 15                                | Minh Sư Đạo            | 260             | 112         | 148        |
| 16                                | Minh Lý Đạo            | 193             | 88          | 105        |
| Nguồn: Tổng cục Thống kê Việt Nam |                        |                 |             |            |